# Pulaski (Tennessee)
Pulaski es una ciudad ubicada en el condado de Giles en el estado estadounidense de Tennessee. En el Censo de 2010 tenía una población de 7870 habitantes y una densidad poblacional de 421 personas por km². Pulaski es célebre por haber sido el lugar donde se fundó en 1865 la organización racista Ku Klux Klan.

## Geografía
Pulaski se encuentra ubicada en las coordenadas 35°11′36″N 87°2′7″O / 35.19333, -87.03528. Según la Oficina del Censo de los Estados Unidos, Pulaski tiene una superficie total de 18.69 km², de la cual 18.69 km² corresponden a tierra firme y (0%) 0 km² es agua.

## Demografía
Según el censo de 2010, había 7.870 personas residiendo en Pulaski. La densidad de población era de 421,15 hab./km². De los 7.870 habitantes, Pulaski estaba compuesto por el 71.02% blancos, el 24.4% eran afroamericanos, el 0.19% eran amerindios, el 0.57% eran asiáticos, el 0.09% eran isleños del Pacífico, el 1.04% eran de otras razas y el 2.69% pertenecían a dos o más razas. Del total de la población el 2.15% eran hispanos o latinos de cualquier raza.